# سوزان روتنبرگ
سوزان روتنبرگ (انگلیسی: Susan Rothenberg؛ زادهٔ ۲۰ ژانویه ۱۹۴۵ – درگذشته ۱۸ مه ۲۰۲۰) یک نقاش اهل ایالات متحده آمریکا بود.
وی همچنین برنده جوایزی همچون کمک هزینه گوگنهایم شده‌است.